# Роб Халфорд
Роберт Џон Артур „Роб“ Халфорд (енгл. Rob Halford; Сатон Колдфилд, Ворикшир, Енглеска, 25. август 1951), је главни вокал британске хеви метал групе Џудас прист.
Након проведених 20 година у Присту, Халфорд је постао познат по досегу његовог гласа на више октава, врискова високог тоналитета и имиџ облачења у кожну одећу. Због свог великог доприноса и утецаја на рок и метал музику, добио је надимак Бог Метала (Metal God).
У Џудас прист ушао је као инжењер расвете у једном позоришту када су га оснивачи те групе К. К. Даунинг и Ијан Хил чули док је певао и прихватили његово умеће.
Након успешне каријере у Присту, Халфорд напушта бенд у потрази за соло каријером. Прво формира групу Fight, а касније Two. 1998. Халфорд шокира метал заједницу изјављујући да је хомосексуалац. Упркос томе, не губи подршку фанова. Након тога ствара групу Халфорд и враћа се својим метал коренима успешним албумом Resurrection (2000). У јулу 2003. враћа се у Џудас прист и снима нови албум Angel of Retribution.